# Andrés Reggiardo
Óscar Andrés Reggiardo Sayán (Lima, 11 de mayo de 1941-Lima, 5 de febrero de 2025) fue un ingeniero zootecnista y político peruano. Fue congresista de la república en dos periodos consecutivos, siendo militante del fujimorismo, y miembro del Congreso Constituyente Democrático del año 1992.

## Biografía
Andrés Reggiardo nació el 11 de mayo de 1941 en la ciudad de Lima en Perú. Fue hijo de Andrés Reggiardo Rossi y Emilia Sayán.
Realizó sus estudios escolares en el Colegio San Agustín de la ciudad de Lima. Luego ingresó a la Universidad Nacional Agraria La Molina en la cual estudió Ingeniería Zootecnista. Realizó una maestría en Tecnología de Alimentos en la Universidad Estatal de Campinas en São Paulo.
Trabajó para el proyecto del Centro Experimental de la Quinua de la Organización de las Naciones Unidas para la Alimentación y la Agricultura (FAO) en Bolivia. Ha sido investigador del proyecto multinacional de Tecnología de Alimentos de la Organización de los Estados Americanos. Fue gerente general de los molinos R-3-H.
En el campo académico, ha ejercido la docencia en la Pontificia Universidad Católica del Perú, la Universidad del Altiplano y la Universidad Nacional Agraria La Molina.

## Carrera política
Andrés Reggiardo se inicia en la política como uno de los fundadores de Cambio 90, partido político que lanzó a Alberto Fujimori como candidato presidencial en las elecciones generales del año 1990 y luego salió elegido como presidente del Perú. Reggiardo postuló a la Cámara de Diputados del Congreso de la República, sin embargo, no resultó elegido.
Desde el año 1991 hasta el año 1992, fue jefe del Instituto Nacional de Planificación, durante el gobierno de Fujimori.

### Congresista Constituyente
Luego del autogolpe de estado decretado por Alberto Fujimori, se convocaron a elecciones constituyentes para el año 1992. Reggiardo postuló por la alianza Cambio 90-Nueva Mayoría y resultó elegido, con 62,274 votos.
En el Congreso Constituyente Democrático, fue miembro de las Comisiones de Relaciones Exteriores, de Fiscalización, Agraria, de Defensa y Orden Interno. De la misma manera, formó parte de la Comisión Investigadora de los contratos del Tren Eléctrico de Lima.
En el periodo 1994-1995 fue tercer vicepresidente del Congreso presidido por Jaime Yoshiyama.

### Congresista
En las elecciones parlamentarias del año 1995, fue elegido como congresista de la república para el periodo parlamentario 1995-2000.
Fue miembro de las comisiones de Derechos Humanos, de Relaciones Exteriores y Agraria. En el periodo 1996-1997 fue presidente de la Comisión Agraria y de la Comisión de Ambiente, Ecología y Amazonía (1997-1998).
De 1998 a 1999 fue presidente de la Comisión de Turismo y Telecomunicaciones. 
Fue reelegido en el cargo en las elecciones parlamentarias del 2000 para el periodo 2000-2005. Sin embargo en noviembre del mismo año, su cargo fue reducido hasta julio del año 2001 tras la difusión de los Vladivideos y la renuncia de Alberto Fujimori a la presidencia del Perú mediante un fax desde Japón.
Reggiardo intentó ser reelegido por tercera vez en las elecciones del año 2001, sin embargo, no resultó reelegido. De igual manera en su candidatura al Parlamento Andino por Alianza por el Futuro en las elecciones del 2006.
Re-fundó Cambio 90 a Perú Patria Segura, donde ejerció la presidencia del partido desde el año 2013 hasta el año 2021.
Para las elecciones generales del año 2021, Reggiardo fue anunciado como candidato a la segunda vicepresidencia en la plancha presidencial de Rafael Santos por Perú Patria Segura.

## Fallecimiento
El 5 de febrero del 2025, Andrés Reggiardo falleció a los 83 años. La noticia fue anunciada por la Municipalidad Metropolitana de Lima, en donde su hijo, Renzo Reggiardo, ejerce como teniente alcalde de la ciudad de Lima.